# Disoccupazione tecnologica

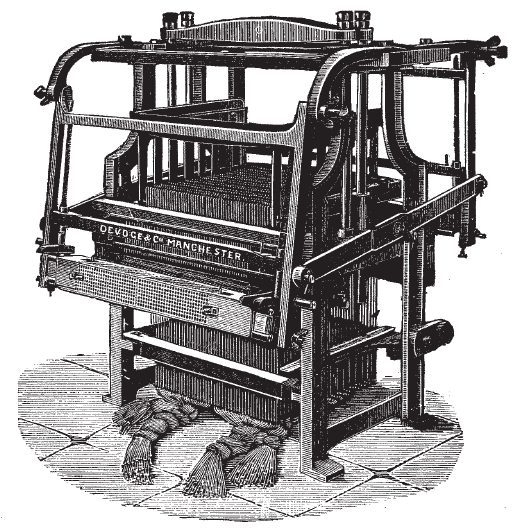
Il telaio Jacquard, inventato nel 1804, permise la realizzazione di tessuti molto complessi in maniera semiautomatica, riducendo quindi il numero di operatori necessari. La riduzione dei posti di lavoro provocò forti proteste in tutta Europa.

La disoccupazione tecnologica è la perdita di lavoro dovuta al cambiamento tecnologico. Questo cambiamento solitamente riguarda l'introduzione di tecnologie che permettono di ridurre il carico di lavoro eseguito dagli operatori e l'introduzione dell'automazione.
Proprio come i cavalli, usati come primo mezzo di locomozione, vennero gradualmente resi obsoleti dall'automobile, anche i lavori degli esseri umani sono stati toccati dal cambiamento tecnologico, ne è un esempio quello dei tessitori ridotti in povertà dall'introduzione del telaio meccanico nella prima rivoluzione industriale. Durante la seconda guerra mondiale il calcolatore bomba, inventato da Alan Turing, compresse in poche ore processi di decodificazione che altrimenti avrebbero tenuto occupati gli esseri umani per anni. Alcuni esempi contemporanei di disoccupazione tecnologica sono la sostituzione delle casse manuali con le casse automatiche, la riscossione automatica dei pedaggi stradali e i passaggi a livello automatici, che hanno reso obsoleta la figura del casellante.
Che il cambiamento tecnologico possa causare la perdita di posti di lavoro nel breve termine è un fatto comunemente accettato, mentre sugli effetti sul lungo termine si è aperto un lungo dibattito non ancora giunto ad una conclusione. Le due scuole di pensiero si possono sommariamente dividere in ottimisti e pessimisti. Gli ottimisti sono convinti che la perdita di lavoro dovuta all'innovazione verrà compensata da altri fattori che renderanno l'impatto nullo nel lungo termine. I pessimisti invece sostengono che almeno in alcuni casi le nuove tecnologie possono portate ad un costante declino nel numero di posti di lavoro. L'espressione “disoccupazione tecnologica” è stata resa popolare da John Maynard Keynes negli anni ’30, ma la questione è discussa fin dai tempi di Aristotele.
In genere, prima del XVIII secolo, sia le élite che i roturier avevano una visione pessimista della disoccupazione tecnologica, almeno nei casi in cui la questione sorse. Dato che i livelli di disoccupazione nella storia pre-moderna sono quasi sempre stati bassi, non era un argomento molto discusso. Nel XVIII secolo le paure dell'impatto delle macchine sull'occupazione si intensificarono con la crescita della disoccupazione di massa, specialmente in Inghilterra, all'avanguardia nella rivoluzione industriale. Nonostante ciò alcuni pensatori misero in dubbio queste paure, sostenendo che in generale l'innovazione non avrebbe avuto effetti negativi sui posti di lavoro nel lungo termine. Queste argomentazioni vennero formalizzate nel XIX secolo dagli economisti classici. Durante la seconda metà dello stesso secolo divenne sempre più palese che il progresso tecnologico beneficiasse tutti i settori della società, inclusa la classe operaia. Le preoccupazioni sull'impatto negativo dell'innovazione diminuirono, e venne coniato il termine “fallacia luddista” per descrivere l'idea della perdita di lavoro dovuta all'innovazione.
L'idea che la tecnologia difficilmente porterà ad una disoccupazione nel lungo termine è stata ripetutamente messa in discussione da una minoranza di economisti, tra i quali, nel primo 1800, David Ricardo. Molti economisti hanno messo in guardia dalla disoccupazione tecnologica in alcuni particolari frangenti, come negli anni trenta e sessanta, in cui il dibattito sulla questione si intensificò. Nelle ultime due decadi del XX secolo, soprattutto in Europa, vari cronisti hanno notato un graduale aumento della disoccupazione nei paesi industrializzati a partire dagli anni settanta; nonostante ciò la maggior parte degli economisti e dell'opinione pubblica ha mantenuto una visione ottimista sull'innovazione nel XX secolo.
Nel secondo decennio del XXI secolo sono stati pubblicati un certo numero di studi che suggeriscono la possibilità di una crescita della disoccupazione tecnologica a livello globale. Mentre molti economisti e commentatori ancora sostengono l'infondatezza di questi timori, le preoccupazioni riguardanti la disoccupazione tecnologica hanno ricominciato a crescere. Un servizio pubblicato dalla rivista Wired nel 2017 cita esperti come l'economista Gene Sperling e il professore di management Andrew McAfee a sostegno della tesi per cui la disoccupazione tecnologica è «una questione importante». Per quanto riguarda l'idea per cui l'automazione «non avrà alcun grosso effetti sull'economia per i prossimi cinquanta o cento anni», McAfee dice: «Nessuno del mestiere con cui mi capita di parlarci ci crede». Innovazioni come Watson hanno il potenziale di rendere obsoleti gli esseri umani in vari campi, dagli impiegati, ai lavoratori poco qualificati, ai creativi ed altri lavori intellettuali.

## Argomentazioni

### Effetti a lungo termine sull'occupazione

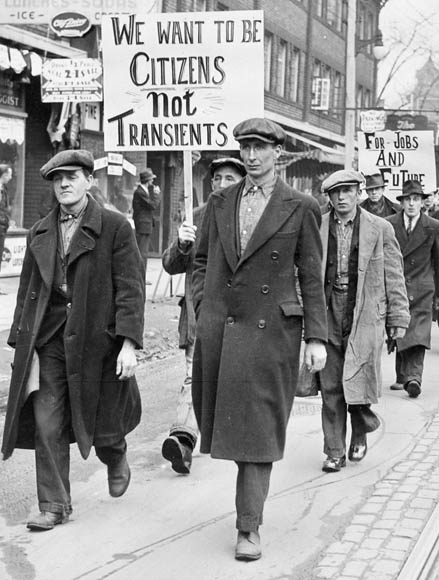
Un gruppo di uomini protesta contro la disoccupazione a Toronto negli anni trenta.

Tutti gli interpreti del dibattito sulla disoccupazione tecnologica concordano nel dire che la perdita di lavoro può essere una conseguenza a breve termine dell'innovazione e che a volte gli effetti sui lavoratori sono positivi. Le divergenze si concentrano sulla possibilità che l'innovazione abbia un impatto negativo duraturo sull'occupazione. Livelli di disoccupazione costante possono essere misurati empiricamente, ma le cause sono oggetto di dibattito. Gli ottimisti sostengono che, se nel breve periodo è possibile un aumento della disoccupazione, a lungo termine nuovi posti di lavoro verranno creati dai cosiddetti “effetti di compensazione”. Questo punto di vista, costantemente messo in discussione, è stato dominante nel XIX e XX secolo. Ad esempio gli economisti del lavoro Jacob Mincer e Stephan Danninger hanno elaborato uno studio empirico usando microdati del Panel Study of Income Dynamics dimostrando che, anche se nel breve termine sembra avere effetti poco chiari sul tasso di disoccupazione totale, il progresso tecnologico riduce la disoccupazione sul lungo periodo. Quando includono un lag di cinque anni le prove a supporto di un effetto della tecnologia sull'occupazione vengono a mancare, suggerendo che la disoccupazione tecnologica «sembra essere un mito».
Il concetto di disoccupazione strutturale, ovvero l'idea di un tasso di disoccupazione duraturo che non scompare neanche nel punto più alto del ciclo economico, divenne popolare negli anni sessanta. Per i pessimisti la disoccupazione tecnologica è uno dei fattori che guidano il fenomeno della disoccupazione strutturale. Fin dagli anni ottanta anche gli economisti ottimisti hanno sempre di più accettato l'idea che la disoccupazione strutturale sia cresciuta nelle economie avanzate, tendendo però a incolpare globalizzazione e delocalizzazione piuttosto che il cambiamento tecnologico. Altri ritengono che la principale causa della crescita della disoccupazione sia la riluttanza dei governi nel perseguire politiche espansive dopo l'abbandono delle politiche keynesiane negli anni settanta e nei primi anni ottanta. Nel XXI secolo, e specialmente dal 2013, i pessimisti sostengono con crescente insistenza che la minaccia di una disoccupazione strutturale globale sia in crescita. Dall'altra parte, una prospettiva più ottimista suggerisce che il cambiamento tecnologico cambierà la struttura di un'organizzazione in modo tale che i lavoratori impiegati in ruoli manageriali diventeranno sempre più specializzati grazie al fatto che l'aiuto della tecnologia gli lascerà più tempo per migliorare se stessi. Il tipico ruolo manageriale di conseguenza cambierà in modo da permettere ai manager di concentrarsi sul compito di supportare i dipendenti migliorando le loro prestazioni, permettendogli quindi di aggiungere più, invece che meno, valore.

### Effetti di compensazione

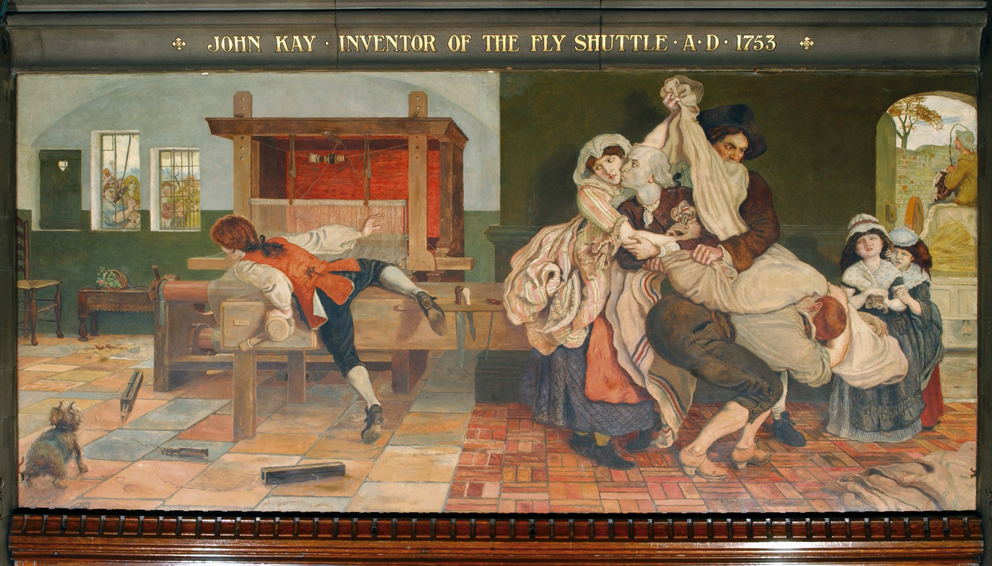
John Kay inventore della spoletta volante AD 1753, di Ford Madox Brown, ritrae John Kay che dà il bacio d'addio a sua moglie mentre un uomo lo trascina fuori di casa per scappare da una folla inferocita a causa del suo telaio meccanico, che ha ridotto il lavoro. Gli effetti di compensazione non erano molto noti allora.

Gli effetti di compensazione sono le conseguenze positive dell'innovazione che compensano l'iniziale perdita di lavoro causata dalle nuove tecnologie. Negli anni venti del 1800 Jean-Baptiste Say descrisse vari effetti di compensazione in risposta a all'affermazione di Ricardo secondo cui la disoccupazione tecnologica a lungo termine era una possibilità. Poco dopo John Ramsay McCulloch elaborò un intero sistema di effetti. Il sistema venne chiamato teoria della compensazione da Karl Marx, che attaccò le sue idee sostenendo che non era certo che quegli effetti si verificassero; la questione da allora rimane centrale nel dibattito.
Gli effetti di compensazione sono dovuti a:
1. Invenzione di nuove macchine, e di conseguenza il lavoro necessario a costruirle;
2. Nuovi investimenti, conseguenza dei profitti più alti resi possibili dalle nuove tecnologie;
3. Cambiamenti nei salari. Nei casi in cui la disoccupazione aumenti, questo può causare una flessione degli stipendi, permettendo a più lavoratori di essere reimpiegati ad un costo più basso. Dall'altra parte a volte i lavoratori godranno di un aumento di salario nel momento in cui la loro redditività aumenta. Questo porta a un aumento del reddito e quindi ad una spesa maggiore, che di conseguenza incoraggia la creazione di posti di lavoro;
4. Prezzi più bassi, che portano ad un aumento della domanda, e quindi a più posti di lavoro. I prezzi bassi possono anche portare ad una riduzione degli stipendi, dato che beni di consumo meno cari aumentano il potere d'acquisto;
5. Nuovi prodotti, dove l'innovazione crea direttamente nuovi posti di lavoro.

Il primo punto oggi viene raramente discusso agli economisti; spesso l'idea di Marx, che lo rifiutò, viene considerata corretta. Anche i pessimisti spesso concedono che l'innovazione dei prodotti assieme all'effetto numero 5 può a volte avere un effetto positivo sull'occupazione.
Un'importante distinzione può essere tracciata tra innovazione dei processi e dei prodotti. Dall'America Latina sono emerse delle prove che sembrano suggerire che l'innovazione dei prodotti contribuisca in maniera importante alla crescita dell'occupazione nelle fabbriche, più dell'innovazione dei processi. La misura in cui gli altri effetti siano sufficienti nel compensare la perdita di lavoro è tuttora oggetto di un acceso dibattito tra gli economisti.
Un possibile effetto di compensazione è il moltiplicatore. Secondo una ricerca elaborata da Enrico Moretti, per ogni lavoro qualificato creato nell'alta tecnologia in una data città, più di due lavori vengono creati in settori non-tradable. Le sue conclusioni suggeriscono che la crescita tecnologica e la conseguente creazione di posti di lavoro nell'hi-tech possano avere un effetto di diffusione più importante di quanto si pensasse; per quanto riguarda l'Europa le sue conclusioni sembrano trovare conferma.
Molti economisti oggi pessimisti nei confronti della disoccupazione tecnologica accettano che gli effetti di compensazione si siano realizzati nel modo sostenuto dagli ottimisti nel XIX e XX secolo. Nonostante ciò asseriscono che la computerizzazione significhi che gli effetti di compensazione oggi siano meno prominenti. Uno dei primi esempi venne fornito da Wassily Leontief nel 1983. Leontief conferma che l'avvento della meccanizzazione abbia portato alla disoccupazione tecnologica in un primo momento, salvo poi aumentare la domanda di lavoro e portare ad un aumento dei salari dovuto all'aumento di produttività. Mentre le prime macchine abbassarono la domanda di “muscoli”, queste non erano intelligenti e necessitavano di operatori umani per rimanere produttive. Con l'introduzione dei computer nel mondo del lavoro oggi c'è meno domanda non solo di “muscoli”, ma anche di “cervelli". Di conseguenza, anche se la produttività continua a salire, la decrescente domanda per il lavoro umano può significare paghe più basse e meno lavoro. Questa posizione non è pienamente supportata da più recenti sturi empirici. Una ricerca del 2003 di Erik Brynjolfsson e Lorin Hitt presente prove dirette che suggeriscono un effetto a breve termine benefico della computerizzazione nelle fabbriche sulla produttività. Inoltre hanno trovato che il contributo a lungo termine della computerizzazione e dei cambiamenti tecnologici può essere ancora maggiore.

### La fallacia luddista
Con fallacia luddista si intende l'errore commesso da chi affronta l'argomento della disoccupazione tecnologica senza tenere conto degli effetti di compensazione. Le persone che usano il termine in genere pensano che il progresso tecnologico non avrà un impatto negativo a lungo termine sull'occupazione, e finirà per aumentare gli stipendi per tutti i lavoratori, dato che il progresso contribuisce ad arricchire la società nel suo complesso. Il termine cita i luddisti del XIX secolo. Durante il XX secolo e nella prima decade del XXI l'opinione dominante tra gli economisti era che la disoccupazione tecnologica fosse in effetti una fallacia, ma in tempi più recenti si assiste ad una controtendenza; l'opinione per cui la fallacia luddista non sia in effetti una fallacia è sempre più popolare.
I presupposti che fanno pensare a possibili difficoltà a lungo termine sono due. Il primo, tradizionalmente riconducibile ai luddisti (anche se non è una corretta sintesi del loro pensiero), vuole che ci sia una quantità fissa di lavoro disponibile; di conseguenza, se le macchine faranno quel lavoro, non ci sarà più lavoro per gli uomini, un fenomeno che gli economisti chiamano lump labor fallacy (fallacia della quantità fissa di lavoro) e che solitamente rifiutano. L'altro presupposto è che siano possibili effetti negativi a lungo termine che niente hanno a che fare con una “quantità fissa di lavoro”. Secondo questa posizione la quantità di lavoro disponibile può essere infinita, ma:
1. Le macchine possono fare gran parte del lavoro “facile”;
2. La definizione di ciò che è “facile" si espande con il progresso tecnologico;
3. Con l'avanzata del punto 2, il lavoro non-facile, quello che richiede più capacità, talento, conoscenza e interconnessioni tra discipline diverse, può arrivare a richiedere capacità cognitive più elevate di quanto gran parte degli esseri umani siano in grado di fornire.

Quest'ultimo punto di vista è quello supportato da molti degli attuali sostenitori della disoccupazione tecnologica di sistema a lungo termine.

### Livello di competenza e disoccupazione tecnologica

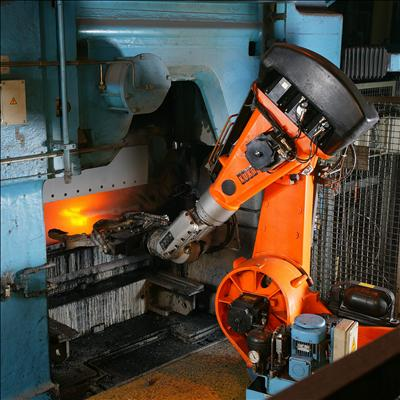
Un robot industriale opera in una fonderia

Un'opinione comune tra chi discute la relazione tra innovazione e mercato del lavoro è che l'innovazione colpisca in maniera negativa i lavoratori poco qualificati, dando un vantaggio agli altri. Secondo Lawrence F. Katz questo può essere stato vero per gran parte del XX secolo, ma nel XIX furono i lavoratori qualificati (come ad esempio gli artigiani), che avevano costi alti, ad esserne colpiti, mentre i lavoratori meno qualificati trassero beneficio dall'innovazione. Mentre nel XXI secolo l'innovazione sta sostituendo alcuni lavori non qualificati, altre professioni simili sembrano resistere all'automazione, mentre i colletti bianchi che richiedono un livello di competenza intermedio vengono sempre più spesso sostituiti dall'informatica.
Alcuni studi recenti, invece, come quello del 2015 di Geord Gaetz e Guy Michels, rilevano che, almeno nell'ambito dei robot industriali, l'innovazione sta aumentando le paghe dei lavoratori più qualificati avendo allo stesso tempo un impatto negativo su quelli di livello inferiore. A concordare con questa tesi un report del 2015 di Carl Benedikt Frey, Michael Osborne e il Citi Investment Research & Analysis, dove si prevede che nei prossimi dieci anni saranno i lavoratori meno qualificati a pagare il prezzo più alto.
Geoff Colvin di Forbes sostiene che le previsioni riguardo ai lavori che un computer non sarebbe mai stato in grado di fare si sono rivelate sbagliate. Un miglior approccio per capire quali compiti necessiteranno dell'intervento umano sarebbe di considerare le attività in cui le persone hanno la responsabilità di prendere decisioni importanti, come giudici, CEO, autisti e politici, o dove la natura umana può essere soddisfatta solo da una profonda connessione interpersonale, anche se quei compiti potrebbero essere automatizzati.
Di contro, altri vedono le abilità umane destinate a diventare obsolete. Gli accademici Carl Benedikt e Michael A. Osborne dell'Università di Oxford hanno previsto che la computerizzazione potrà rendere la metà dei lavori superflui nei prossimi dieci-vent'anni; nelle 702 professioni prese in considerazione hanno trovato una forte correlazione tra istruzione e reddito e abilità che potranno essere automatizzate, con i lavori d'ufficio e nei servizi che presentano il maggior rischio. Nel 2012 Vinod Khosla, co-fondatore di Sun Microsystems, ha predetto che l'80% dei dottori saranno sostituiti da macchine ad apprendimento automatico in grado di fornire diagnosi tramite un software.

### Prove empiriche
Molte ricerche sperimentali hanno cercato di quantificare l'impatto della disoccupazione tecnologica, per lo più a livello microeconomico. La maggior parte delle ricerche sulle imprese hanno riscontrato la natura positiva delle innovazioni tecnologiche per quanto riguarda l'occupazione. Ad esempio gli economisti tedeschi Stefan Lachnmaier e Horst Rottmann hanno trovato che l'innovazione sia dei prodotti che dei processi ha un effetto positivo sull'occupazione. Curiosamente l'innovazione dei processi avrebbe un effetto maggiore rispetto a quella dei prodotti. Negli Stati Uniti si assiste ad un processo simile, dove l'innovazione nel settore manifatturiero ha un effetto positivo sul numero totale dei posti di lavoro, cioè non limitato solamente alle aziende toccate direttamente dall'innovazione.
A livello di industria, però, le ricerche hanno prodotto risultati contrastanti. Uno studio del 2017 sul settore manifatturiero e dei servizi in undici paesi europei suggerisce che l'effetto positivo dell'innovazione sull'occupazione esiste solo nei settori medio e alto. Inoltre sembra che ci sia una correlazione negativa tra occupazione e creazione di capitale, il che suggerisce che il progresso tecnologico possa potenzialmente ridurre il lavoro dato che l'innovazione dei processi è spesso incorporata negli investimenti.
Poche analisi sono state fatte a livello macroeconomico, e con risultati contrastanti. L'economista italiano Marco Vivarelli ha trovato che la riduzione del lavoro dovuta al progresso tecnologico sembra aver colpito l'Italia più degli Stati Uniti, mentre l'effetto positivo dell'innovazione dei prodotti sull'occupazione si osserva solo negli Stati Uniti e non in Italia. Un altro studio del 2013 invece dimostra come gli effetti negativi del cambiamento tecnologico siano solo transitori.

### Misurare l'innovazione tecnologica

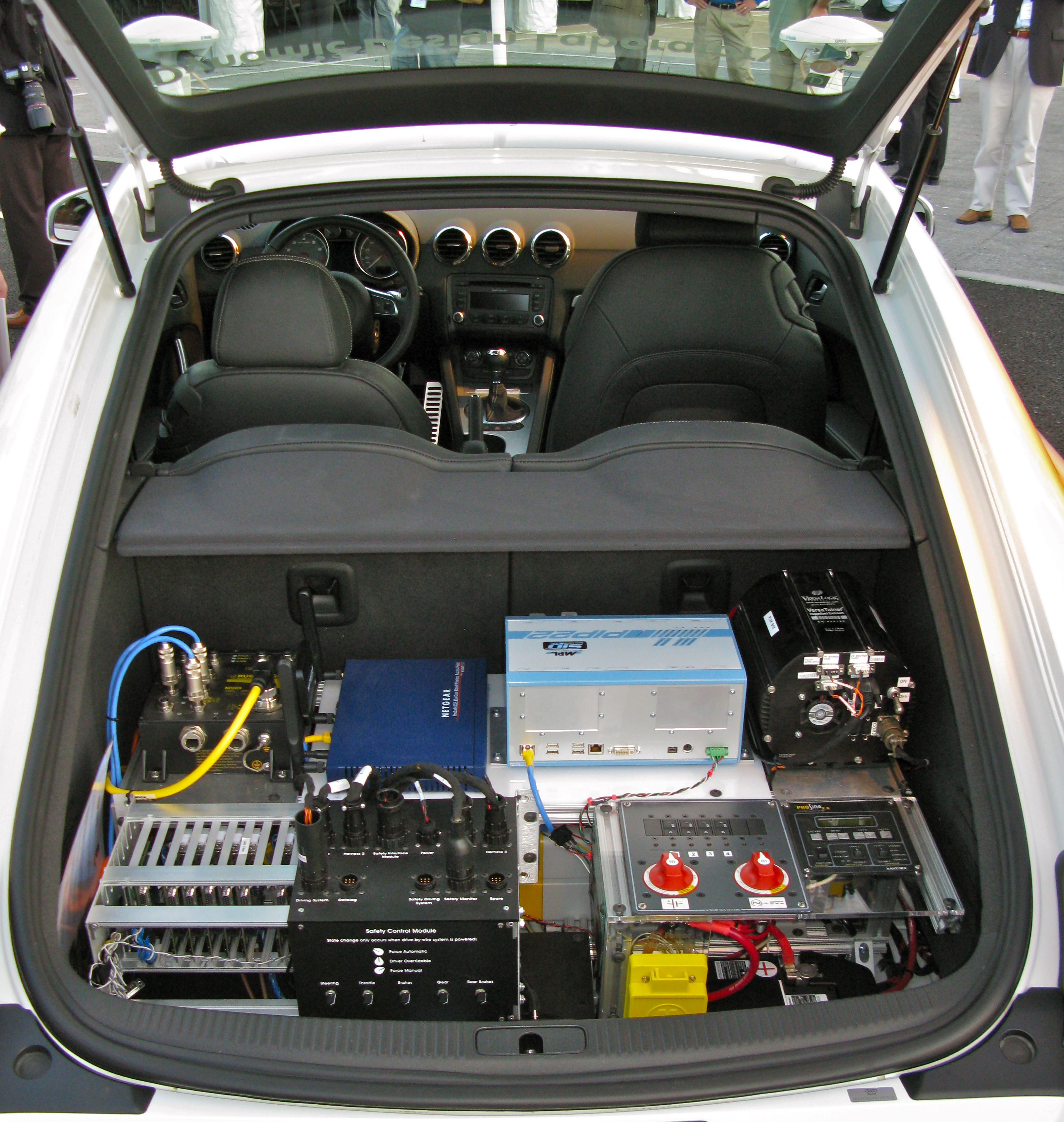
L'interno di una macchina autonoma.

Gli approcci per documentare e misurare quantitativamente l'innovazione tecnologica sono stati finora essenzialmente quattro.
Il primo, proposto da Jordi Gali nel 1999 e perfezionato da Neville Francis e Valerie A. Ramey nel 2005, è di usare restrizioni a lungo termine nel modello autoregressivo vettoriale per identificare lo shock tecnologico, assumendo che solo la tecnologia influenzi la produttività nel lungo termine.
Il secondo approccio è firmato da Susanto Basu, John Fernald e Miles Kimball, che hanno creato una misura del cambiamento tecnologico aggregato con dei residui di Solow aumentati, controllando gli effetti aggregati non tecnologici come il ritorno incostante della concorrenza imperfetta.
Il terzo metodo, inizialmente sviluppato da John Shea nel 1999, adotta un approccio più diretto ed impiega indicatori osservabili come ricerca e sviluppo (R&D), spesa e numero di richieste di brevetto. Questo metodo è diffusamente usato nella ricerca empirica dato che non dipende dall'assunto che solo la tecnologia influenzerà la produttività sul lungo termine, e misura in maniera abbastanza accurata la variazione dell'output in relazione a quella dell'input. Ci sono però delle limitazioni con le misure dirette come R&D. Ad esempio, dato che R&D misura solo l'input nell'innovazione, l'output sarà difficilmente correlato in maniera perfetta con l'input. Inoltre R&N non riesce a misurare il lasso di tempo che passa tra lo sviluppo di un nuovo prodotto o servizio e il suo sbarco sul mercato.
Il quarto approccio, elaborato da Michelle Alexopoulos, guarda al numero di nuovi titoli pubblicati nel campo della tecnologia e informatica per misurare il progresso tecnologico, che risulta essere coerente con la spesa per R&D. Questo metodo inoltre è in grado di misurare il lag tra un cambiamento tecnologico e l'altro.

## Storia

### Prima del XVI secolo

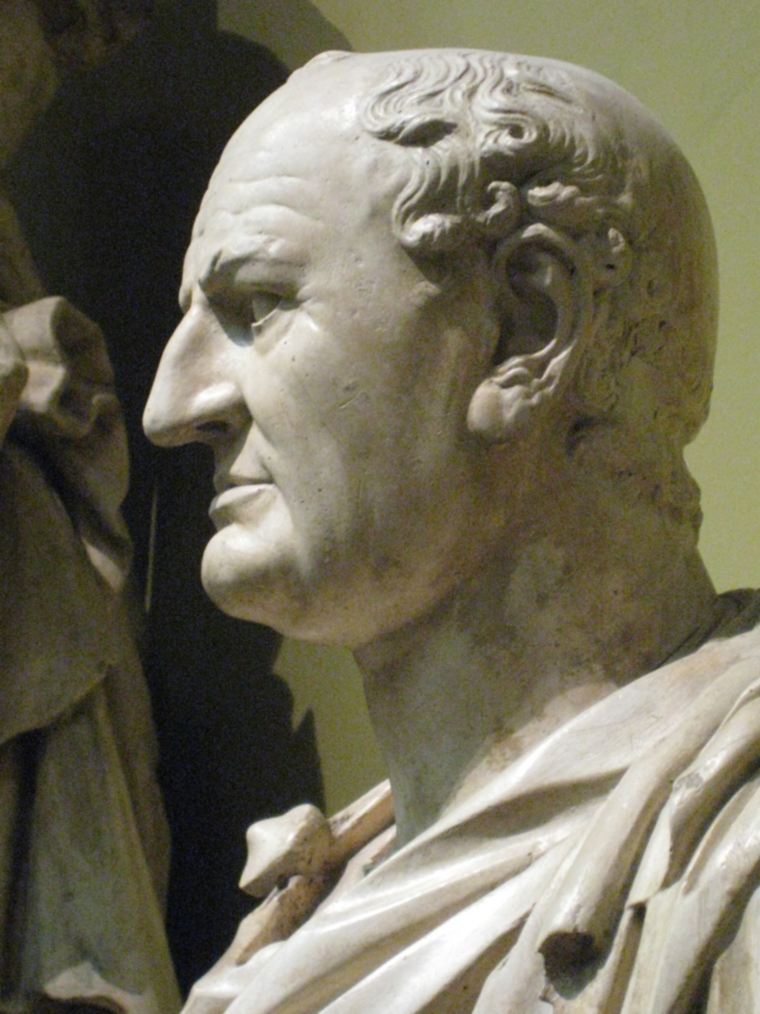
L'imperatore romano Vespasiano, “poiché un ingegnere gli promise di trasportare in Campidoglio, con poca spesa, alcune enormi colonne, egli gli offrì una somma considerevole per la sua invenzione, ma rifiutò di utilizzarla, dicendogli di «consentire a lui di nutrire il povero popolo»”.

Secondo l'autore Gregory Woirol il fenomeno della disoccupazione tecnologica esiste molto probabilmente dall'invenzione della ruota (V millennio a.C.).  Le società antiche avevano vari metodi per alleviare la povertà di chi non riusciva a sostenersi col proprio lavoro. Antica Cina e antico Egitto potrebbero aver avuto vari programmi di aiuto “statali” in risposta della disoccupazione tecnologica almeno dal secondo millennio a.C. Ebrei e induisti avevano dei sistemi più decentralizzati data la spinta delle loro fedi ad occuparsi dei poveri. Nell'antica Grecia un gran numero di lavoratori potevano ritrovarsi disoccupati a causa sia delle scoperte tecnologiche che delle concorrenza degli schiavi («macchine di carne e sangue»). A volte questi disoccupati morivano di fame o erano obbligati a diventare loro stessi schiavi, mentre in altri casi erano aiutati dai sussidi. Pericle rispose alla disoccupazione tecnologica percepita lanciando programmi di lavori pubblici per fornire lavoro ai disoccupati. I conservatori criticarono i programmi di Pericle considerandoli uno spreco di denaro pubblico ma vennero sconfitti.
Forse il primo studioso a parlare del fenomeno è Aristotele, che nel primo libro della Politica ipotizza che se le macchine diventeranno sufficientemente avanzate non ci sarà più bisogno dell'apporto umano al lavoro.
Come per i greci, anche i romani risposero alla disoccupazione tecnologica alleviando la povertà con i sussidi, una misura che poteva toccare anche centinaia di migliaia di famiglie allo stesso tempo. Meno spesso vennero creati programmi di opere pubbliche, come fatto ad esempio dai Gracchi. Vari imperatori arrivarono a rifiutare o vietare innovazioni che riducevano il lavoro. Le carenze di lavoro nell'Impero iniziarono a svilupparsi verso la fine del secondo secolo, e da questo punto la disoccupazione di massa in Europa sembra aver retrocesso per più di un millennio.
Il medioevo e il primo rinascimento videro il frequente uso di tecnologie di recente invenzione e di altre tecnologie che erano state concepite, ma poco usate, nell'età classica. La disoccupazione di massa riapparve in Europa nel XV secolo, in parte come conseguenza dell'aumento demografico, in parte dei cambiamenti nella disponibilità di terre per l'agricoltura di sussistenza causata dalle enclosures. La minaccia della disoccupazione spinse le autorità europee a schierarsi dalla parte dei lavoratori, vietando le nuove tecnologie e a volte condannando a morte chi cercava di promuoverle o venderle. A volte tali esecuzioni erano eseguite con metodi normalmente riservati ai peggiori criminali, come successe ad esempio in Francia, dove cinquantotto persone vennero condannate al supplizio della ruota con l'accusa di aver venduto beni proibiti.

### Dal XVI al XVIII secolo

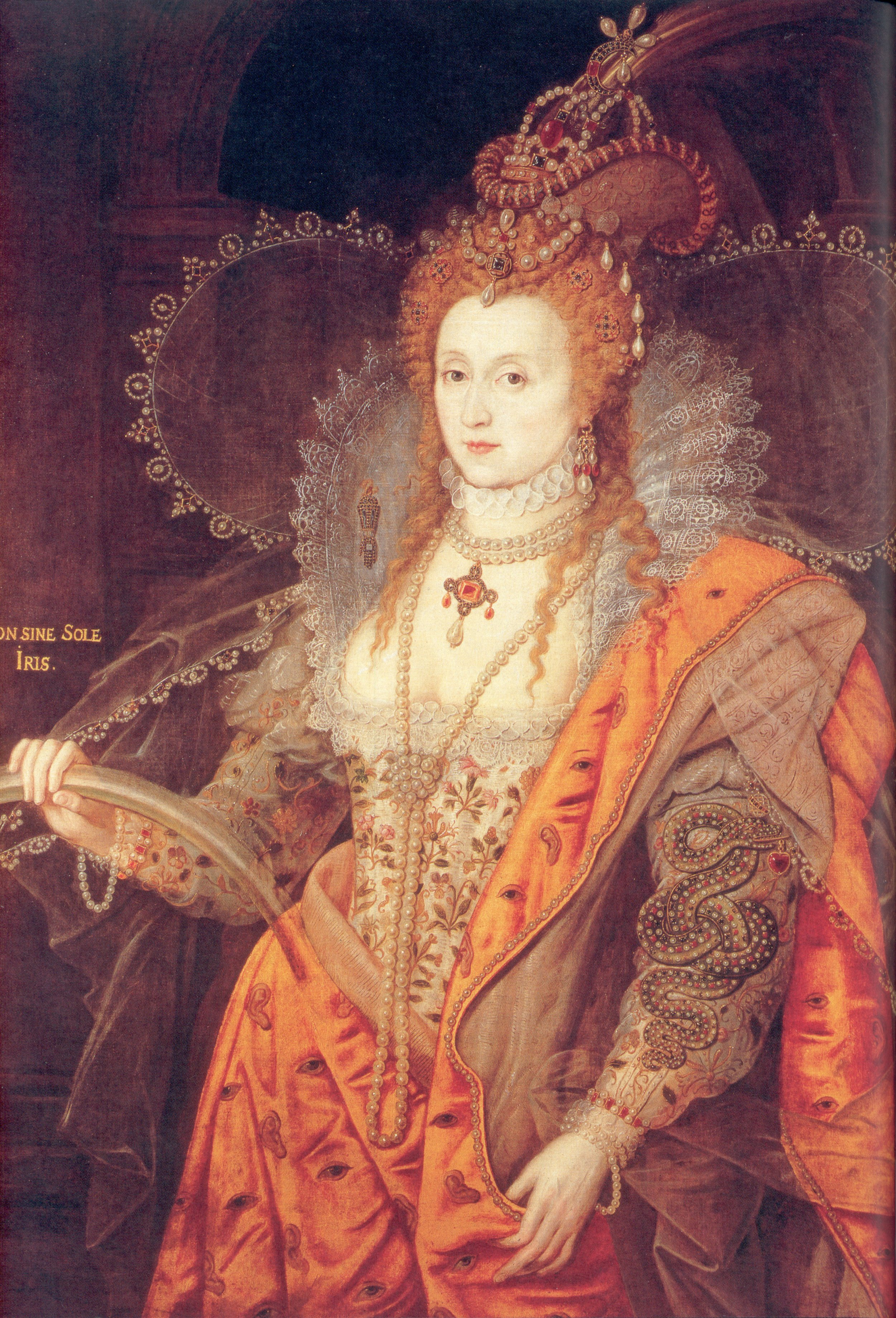
Elisabetta I d'Inghilterra, che rifiutò di brevettare il telaio inventato da William Lee dicendo: «Considerate cosa potrebbe fare la vostra invenzione ai miei poveri sudditi. Li porterebbe sicuramente alla rovina privandoli del lavoro, facendoli così mendicanti.»

Forse una delle ragioni per cui l'Inghilterra fu la nazione europea più all'avanguardia nella rivoluzione industriale fu che l'élite dirigente iniziò ad assumere un approccio meno restrittivo nei confronti dell'innovazione in anticipo rispetto al resto del continente. Nonostante ciò la preoccupazione per l'impatto delle nuove tecnologie sul lavoro rimase forte per tutto il XVI e XVII secolo. Un esempio esplicativo è quello dell'inventore William Lee, che invitò la regina Elisabetta I a vedere un nuovo telaio che permetteva di risparmiare lavoro. La regina rifiutò di emettere un brevetto per il timore che quest'invenzione potesse causare disoccupazione nel settore tessile. Lee andò quindi a promuovere la sua invenzione in Francia, anche questa volta senza successo, per poi ritornare in Inghilterra e proporre la sua invenzione a Giacomo I, successore di Elisabetta. La richiesta venne però nuovamente respinta con le stesse motivazioni.
Le autorità divennero meno comprensive nei confronti delle preoccupazioni dei lavoratori soprattutto dopo la Gloriosa rivoluzione. Una componente sempre più influente del pensiero mercantilista voleva che l'introduzione di tecnologie che fanno risparmiare lavoro avrebbe ridotto la disoccupazione, dato che le imprese britanniche avrebbero avuto la possibilità di aumentare la loro quota di mercato a danno di quelle straniere. Dall'inizio del XVIII secolo i lavoratori non poterono più contare sul supporto da parte delle autorità contro la minaccia della disoccupazione tecnologica che percepivano, reagendo di tanto in tanto con qualche protesta (come la distruzione delle macchine). Schumpter fa notare che con l'avanzare del XVIII secolo vari pensatori (Johann Heinrich Gottlob von Justi è l'esempio più importante), avrebbero sempre più spesso sollevato preoccupazioni nei confronti della disoccupazione tecnologica, mentre andò consolidandosi tra le élite l'opinione per cui la disoccupazione tecnologica non sarebbe stata un problema.

### XIX secolo
Fu solo nel XIX secolo che il dibattito sulla disoccupazione tecnologica si intensificò, soprattutto un'Inghilterra dove erano concentrati molti pensatori economici. Basandosi sul lavoro di Josiah Tucker e Adam Smith, vari economisti iniziarono a creare quella che sarebbe diventata la moderna disciplina economica. Mentre rigettavano gran parte del mercantilismo, i membri della neonata disciplina erano d'accordo nel non considerare la disoccupazione tecnologica un problema a lungo termine. Nelle prime decadi del XIX secolo non mancarono però le voci dissonanti di vari importanti economisti; tra questi Sismondi, Thomas Robert Malthus, John Stuart Mill e David Ricardo. Quest'ultimo inizialmente era convinto che l'innovazione avrebbe beneficiato l'intera popolazione, ma venne persuaso dall'idea malthusiana per cui la tecnologia poteva abbassare gli stipendi della classe operaia e causare disoccupazione nel lungo termine. Espresse questo punto di vista nel capitolo Sulle macchine (On Machinery), aggiunto alla terza ed ultima edizione del 1821 di Sui principi dell'economia politica e della tassazione. Data la grande influenza di Ricardo, che era forse il più rispettato economista del suo tempo, le sue opinioni vennero discusse da altri economisti. La prima importante risposta venne da Jean-Baptiste Say, il quale sosteneva che nessuno avrebbe adottato le macchine se queste avessero ridotto la produzione, e che, come diceva la Legge di Say, l'offerta creava la propria domanda. Di conseguenza ogni lavoratore licenziato avrebbe automaticamente trovato lavoro da qualche altra parte una volta che il mercato avrebbe avuto il tempo di adeguarsi. Ramsey McCulloch elaborò e formalizzò il punto di vista ottimista di Say, e ricevette il sostegno di Charles Babbage, Nassau Senior e molti altri economisti meno conosciuti.
Verso la metà del XIX secolo Karl Marx si unì al dibattito. Basandosi sul lavoro di Ricardo e Mill, Marx andò ancora più a fondo presentando una visione profondamente pessimista della disoccupazione tecnologica; il suo punto di vista attrasse molti seguaci e fondò una scuola di pensiero, ma l'opinione della maggioranza degli economisti non cambiò più di tanto. Dagli anni settanta del 1800, almeno in Inghilterra, il tema della disoccupazione tecnologica svanì sia in termini di preoccupazione popolare che nel dibattito accademico. Infatti divenne sempre più chiaro che l'innovazione stava aumentando la prosperità per tutti i segmenti della società britannica, inclusa la classe operaia. Mentre la scuola classica lasciava il posto a quella neoclassica il pensiero pessimista di Mill e Ricardo era sempre meno preso in considerazione.

### XX secolo

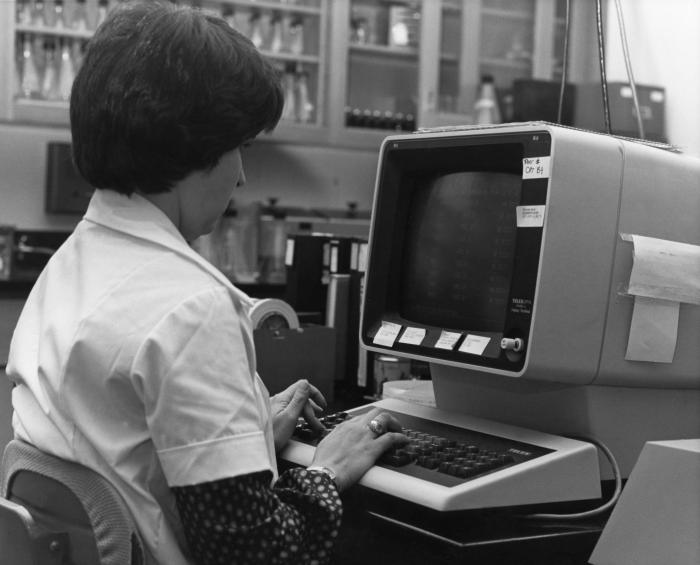
I critici della disoccupazione tecnologica sostengono che la tecnologia è usata dal lavoratori e non li sostituisce su larga scala.

Per i primi vent'anni del XX secolo la disoccupazione di massa non fu un problema importante come lo era nella prima metà del XIX secolo. Mentre la scuola marxista e alcuni altri pensatori misero in dubbio il punto di vista ottimista, la disoccupazione tecnologica non era una preoccupazione per il pensiero economico dominante fino alla seconda metà degli anni venti, quando la questione riemerse in Europa. Nello stesso periodo gli Stati Uniti erano generalmente più prosperosi, ma anche la disoccupazione urbana iniziò a crescere dal 1927, mentre gli agricoltori dovettero fare i conti con la disoccupazione fin dall'inizio degli anni venti; molti rimasero senza lavoro a causa delle nuove tecnologie agricole, come il trattore. Il fulcro del dibattito economico si era ormai spostato dall'Inghilterra agli Stati Uniti, dove la questione emerse con più forza in due occasioni, negli anni trenta e sessanta.
Secondo lo storico dell'economia Gregory Woirol i due picchi presentano delle similitudini. In entrambi i casi il dibattito accademico fu preceduto da un'ondata di preoccupazione popolare causata dai recenti aumenti della disoccupazione. In entrambi i casi il dibattito non si risolse, ma piuttosto andò a scemare quando con lo scoppio di una guerra (Seconda guerra mondiale per gli anni trenta, guerra del Vietnam per gli anni sessanta) ridusse la disoccupazione. In entrambi i casi il dibattito si svolse facendo poco riferimento al pensiero precedente.
Negli anni trenta gli ottimisti basarono le loro argomentazioni nell'idea neoclassica per cui il mercato si sarebbe adattato automaticamente riducendo la disoccupazione grazie agli effetti di compensazione. Negli anni sessanta la fiducia negli effetti di compensazione era meno forte, ma il grosso degli economisti keynesiani del tempo erano convinti che l'intervento del governo avrebbe potuto contrastare la disoccupazione tecnologica permanente che non veniva eliminata dale forze del mercato. Un'altra similitudine fu la pubblicazione di un importante studio federale in cui si evidenziava come la disoccupazione tecnologica non fosse un problema nel lungo termine, aggiungendo però che l'innovazione era un fattore importante nella disoccupazione a breve termine e consigliando al governo di offrire assistenza.
Con l'avvicinarsi del boom economico negli anni settanta la disoccupazione crebbe nuovamente nella maggior parte delle economie avanzate, questa volta rimanendo relativamente alta per il resto del secolo. Vari economisti, il più importante dei quali era forse Paul Samuelson, ancora una volta che ciò era dovuto all'innovazione. Vennero anche pubblicate varie opere di successo che mettevano in guardia dalla disoccupazione tecnologica. Tra queste si ricorda Peoples' Capitalism: The Economics of the Robot Revolution (1976) di James Albus, alcuni lavori di David F. Noble nel 1984 e nel 1993; Jeremy Rifkin e il suo The End of Work (1995); The Global Trap (1996).
Per gran parte del XX secolo, al di fuori dei due picchi degli anni trenta e sessanta, il consenso tra gli economisti fu che l'innovazione non causasse la disoccupazione tecnologica a lungo termine, sebbene verso la fine aumentarono le preoccupazione per la disoccupazione tecnologica soprattutto in Europa.

### XXI secolo

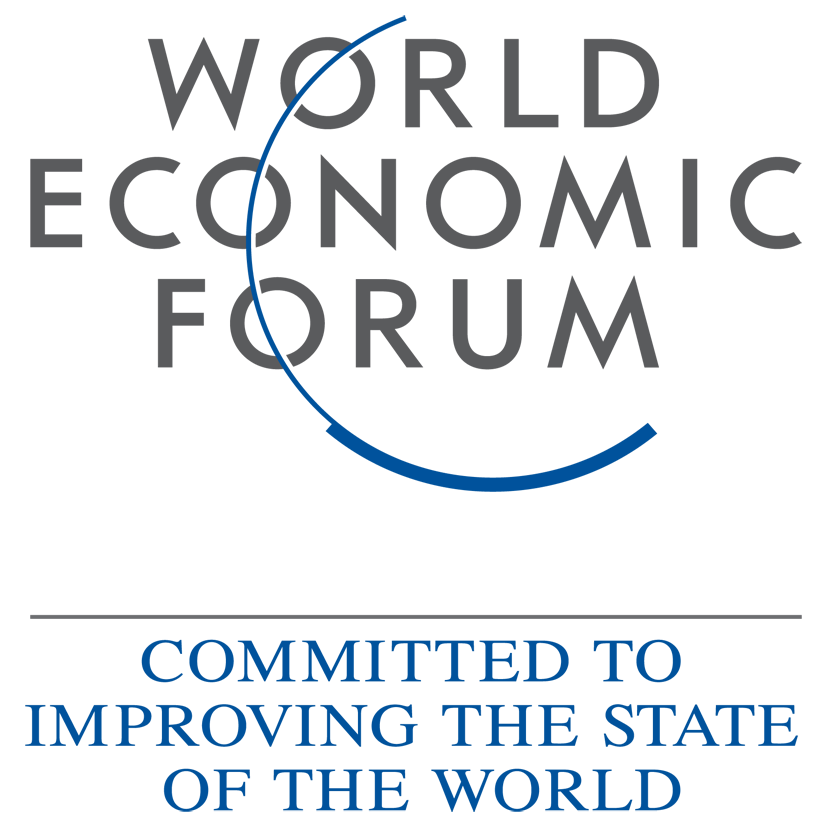
Il logo del Forum economico mondiale. A Davos nel 2014 si è parlato molto di disoccupazione tecnologica

Nella prima decade del XXI secolo l'idea che l'innovazione non causasse disoccupazione a lungo termine trovava ancora forte consenso, anche se era messa in discussione da vari studi accademici e opere popolari come Robotic Nation di Marshall Brain e The Lights in the Tunnel: Automation, Accelerating Technology and the Economy of the Future di Martin Ford.
Tuttavia le preoccupazioni tornarono a crescere dal 2013, in parte a causa della pubblicazione di vari studi che prevedevano un significativo aumento della disoccupazione tecnologica nei decenni a venire e prove empiriche che in alcuni settori l'occupazione stava scendendo globalmente nonostante un aumento dell'output, non considerando quindi globalizzazione e delocalizzazioni come le uniche cause della crescente disoccupazione.
Sempre nel 2013 il professor Nick Bloom della Stanford University ha dichiarato che c'è stato un recente cambio di opinione riguardo alla disoccupazione tecnologica tra i suoi colleghi economisti. Nel 2014 il Financial Times ha riferito che l'impatto dell'innovazione sull'occupazione è stato un tema dominante nelle discussioni economiche recenti. Secondo quanto scritto dal professore ed ex politico Michael Ignatieff nel 2014 le domande riguardanti gli effetti del cambiamento tecnologico hanno «ossessionato ovunque le politiche democratiche». Le preoccupazioni riguardano anche prove che mostrano un calo dell'occupazione a livello globale in vari settori, come ad esempio il manifatturiero: il calo degli stipendi dei lavoratori con qualifiche medio-basse è iniziato nei decenni precedenti e continua ad intensificarsi, l'aumento del lavoro precario ed episodi in cui l'uscita da una recessione non ha portato ad un aumento dell'occupazione.
Il XXI secolo ha visto una gamma di lavori qualificati essere sostituiti dalle macchine, come la traduzione, ricerca legale e anche giornalismo di basso livello. Lavori di assistenza, intrattenimento ed altri compiti che richiedono empatia, in precedenza ritenuti non automatizzatili, hanno iniziato ad essere toccati dall'automazione.
Lawrence Summers, ex segretario del tesoro degli Stati Uniti e professore di Economia ad Harvard, ha dichiarato nel 2014 che non credeva più che l'automazione avrebbe creato nuovi posti di lavoro e che «Questo non è un ipotetico futuro. È qualcosa che sta emergendo davanti ai nostri occhi in questo momento»" Nonostante sia un ottimista, il professor Mark McCarty ha dichiarato nell'autunno 2014 che l'«opinione prevalente» in questo momento è che l'epoca della disoccupazione tecnologica sia arrivata.
Al Forum economico mondiale di Davos del 2014 Thomas Friedman ha fatto notare che il legame tra tecnologia e disoccupazione sembra essere stato il tema principale delle discussioni. Un sondaggio fatto a Davos nel 2014 ha trovato che l'80% dei 147 che hanno risposto era d'accordo nel dire che la tecnologia stava guidando un aumento della disoccupazione. L'anno successivo Gillian Tett del Financial Times ha riscontrato che quasi tutti i partecipanti alle discussioni su disuguaglianze e tecnologia si aspettavano un aumento delle disuguaglianze nei prossimi cinque anni causato dalla perdita di posti di lavoro. Sempre nel 2015 l'autore Martin Ford ha vinto il Financial Times and McKinsey Business Book of the Year Award con il suo Rise of the Robots: Technology and the Threat of a Jobless Future e a New York ci fu il primo forum mondiale sulla disoccupazione tecnologica. Più tardi lo stesso anno Andy Haldane, capo economista della Bank of England, e Ignazio Visco, governatore della Banca d'Italia, lanciarono ulteriori avvertimenti sul peggioramento della disoccupazione tecnologica.
Altri economisti invece rimangono ottimisti. Nel 2014 il Pew Research Center ha fatto un sondaggio tra 1896 professionisti del settore economico e tecnologico trovando una spaccatura netta: il 48% credeva che le nuove tecnologie avrebbero rimosso più lavori di quanti ne avrebbero creati entro il 2025, mentre gli altri erano convinti dell'opposto.
Non tutti i recenti studi empirici hanno trovato prove a sostegno del punto di vista pessimista. Uno studio del 2015, prendendo in esame l'impatto dei robot industriali in 17 paesi tra il 1993 e il 2007, non ha trovato una generale perdita di posti di lavoro causata dai robot, mentre ci fu un leggero aumento degli stipendi. Il professore di economia Bruce Chapman dell'Università Nazionale Australiana ha fatto notare che studi come quello di Frey e Osbourne tendono ad esagerare la probabilità di future perdite di lavoro, dato che non tengono conto dei nuovi lavori che molto probabilmente verranno a crearsi in quelli che ad oggi sono settori ancora sconosciuti.
Una ricerca della Oxford Martin School ha mostrato che i dipendenti che fanno «lavori in cui si seguono procedure ben definite che possono facilmente essere eseguiti da sofisticati algoritmi» sono a rischio disoccupazione. Lo studio, pubblicato nel 2013, mostra che l'automazione può interessare sia lavoratori qualificati che non, a qualsiasi livello di salario, con i lavori pagati meno a correre un rischio maggiore. Secondo uno studio pubblicato da McKinsey Quarterly, invece, nel 2015 l'impatto della computerizzazione nella maggior parte dei casi non è di rimpiazzo dei lavoratori ma automazione di porzioni del loro compito. A sostegno di questo possono essere riportate le iniziative di Robotic Process Automation, nelle quali i task più ripetitivi vengono affidati a robot software intelligenti e il personale umano è impiegato in attività a maggior valore aggiunto.

## Soluzioni

### Vietare/rifiutare l'innovazione

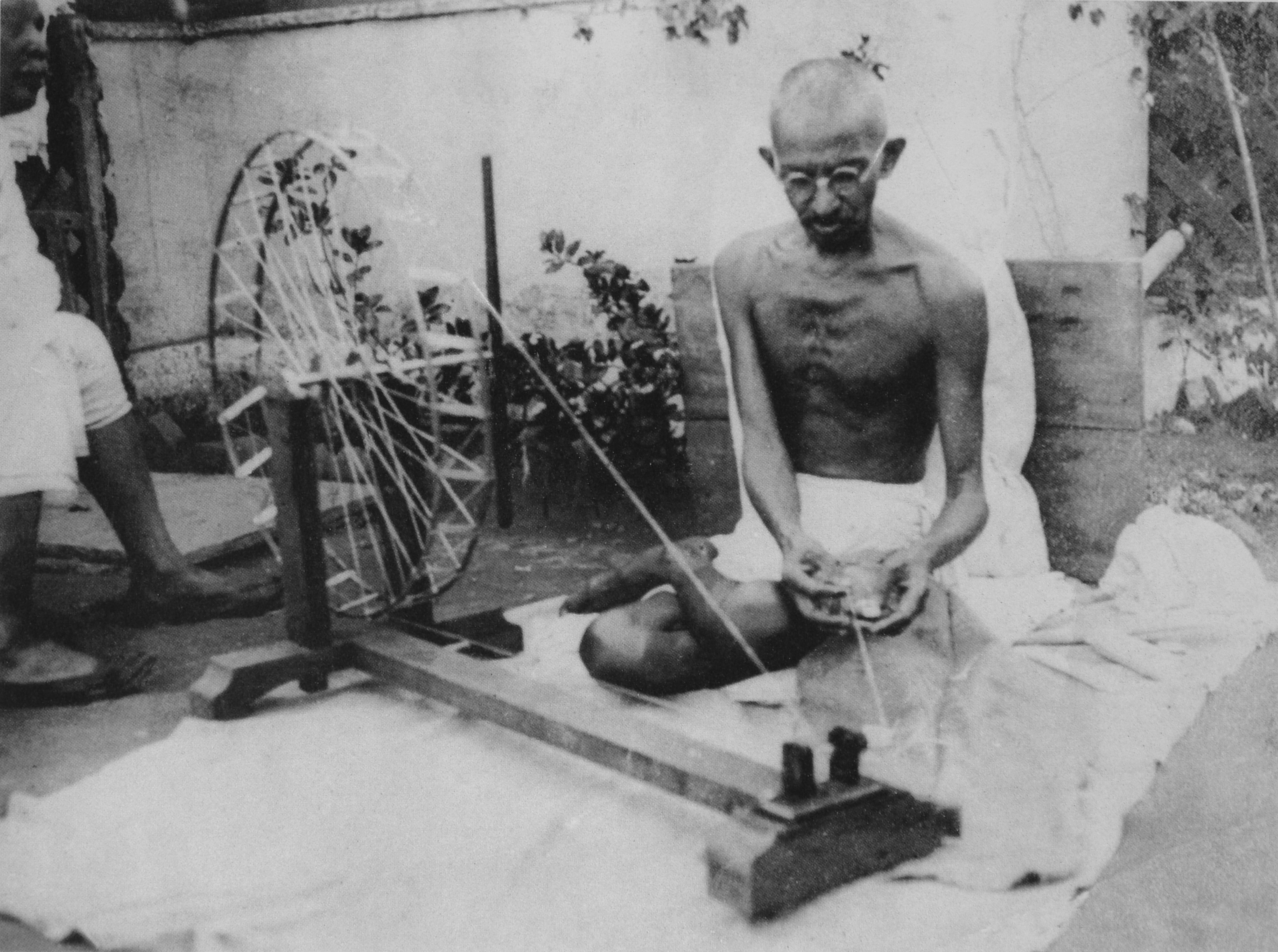
«Ciò che contesto è la mania delle macchine, non le macchine in se stesse. La mania per le cosiddette ‘macchine risparmia-fatica’. Gli uomini continueranno a ‘risparmiare fatica’, finché migliaia di loro non resteranno senza lavoro e non si abbandoneranno sulle pubbliche strade a morire di fame» — Gandhi, 1924.

In passato le innovazioni furono talvolta vietate a causa della preoccupazione per il loro impatto sull'occupazione. Dallo sviluppo della moderna economia, però, questa opzione in genere non è mai stata considerata una soluzione, almeno non per le economie avanzate. Anche gli opinionisti pessimisti riguardo alla disoccupazione a lungo termine considerano l'innovazione come positiva per la società nel suo insieme; John Stuart Mill è forse l'unico importante economista ad aver suggerito la proibizione dell'uso delle nuove tecnologie come una possibile soluzione alla disoccupazione.
Gli economisti gandhiani chiedevano di rimandare l'adozione delle tecnologie che permettevano di ridurre il lavoro fino a che la disoccupazione non fosse diminuita, un punto di vista rigettato da Nehru, che sarebbe diventato primo ministro dell'India dopo l'indipendenza. Politiche volte a rallentare l'introduzione dell'innovazione per evitare la disoccupazione tecnologica vennero tuttavia implementate da Mao Zedong in Cina.

### Sussidi
L'uso di varie forme di sussidio viene spesso considerato una soluzione alla disoccupazione tecnologica anche dai conservatori e dagli ottimisti sugli effetti a lungo termine della disoccupazione tecnologica. I programmi di welfare storicamente hanno dimostrato di essere più durevoli rispetto ad altre soluzioni come la creazione di posti di lavoro con le opere pubbliche. Nonostante fosse la prima persona a creare un sistema in cui descrive gli effetti di compensazione, Ramsey McColluch e la maggior parte degli economisti classici sostenevano la creazione di programmi di sussidio, dato che sapevano che il mercato non si sarebbe adattato istantaneamente al cambiamento imposto dalle nuove tecnologie creando nuovi posti di lavoro.

### Reddito di base
Molti opinionisti hanno sostenuto che le tradizionali forme di sussidio possono essere inadeguate come risposta alle future sfide poste dalla disoccupazione tecnologica, sostenendo quindi il reddito di base come un'alternativa. Tra questi ci sono Martin Ford, Erik Brynjolfsson, Robert Reich e Guy Standing. Reich in particolare si è spinto a dire che l'introduzione di un reddito di base, forse implementato con l'imposta negativa, è «quasi inevitabile», mentre Standing sostiene il reddito di base sia «politicamente essenziale». Dalla seconda metà del 2015 progetti pilota di reddito di base sono stati annunciati in Finlandia, Paesi Bassi e Canada. Ancora più di recente vari imprenditori hanno espresso il loro sostegno a favore di queste politiche, il più importante è forse Sam Altman, presidente di Y Combinator.
Tra gli scettici del reddito di base troviamo esponenti sia della destra che della sinistra, e lo spettro politico nel suo insieme ha avanzato proposte diverse. Ad esempio, sebbene la forma più celebre di reddito minimo (con tassazione e distribuzione) sia considerata un'idea di sinistra che la destra contesta, alcune forme sono state promosse anche da libertariani come Milton Friedman e Friedrich von Hayek. Il Family Assistance Plan del repubblicano Richard Nixon, che aveva molto in comune con un reddito di base, nel 1969 venne approvato dalla Camera dei rappresentanti, ma respinto al senato.
Un'obiezione al reddito di base è che possa essere un disincentivo a lavorare, ma i progetti pilota in India, Africa e Canada indicano che ciò non accade e che un reddito di base incoraggia l'imprenditoria di basso livello e lavoro più produttivo e collaborativo.
Un'altra obiezione è che finanziarlo in maniera sostenibile sia molto difficile. Sebbene ci siano delle proposte per aumentare il gettito fiscale, come ad esempio la wage recapture tax di Martin Ford, la questione rimane aperta, e gli scettici considerano la sfida utopistica. Anche da parte progressista ci sono delle perplessità, ad esempio sul fatto che la soglia minima possa essere troppo bassa e non aiutare abbastanza gli economicamente vulnerabili, specialmente se il reddito minimo viene finanziato dai tagli ad altre forme di welfare.
Per affrontare meglio le preoccupazioni sul finanziamento e sul controllo del governo un modello alternativo è che i costi e il controllo siano distribuiti sul settore privato invece che su quello pubblico. Le compagnie sarebbero obbligate ad assumere persone, ma il mansionario sarebbe lasciato all'innovazione privata, e gli individui avrebbero dovuto competere per essere assunti e mantenere il loro posto di lavoro. Si tratterebbe di una forma di reddito minimo per le imprese, ovvero una forma di reddito di base basata sul mercato. Si differenzia dal lavoro garantito nel fatto che il datore di lavoro non è il governo, ma le imprese, e che non c'è la possibilità di avere dipendenti che non possono essere licenziati, un problema che interferisce con il dinamismo economico. L'obiettivo di questo sistema non è che ad ogni persona sia garantito un lavoro, ma piuttosto che esistano abbastanza lavori da evitare una disoccupazione di massa e quindi che il lavoro non sia un privilegio del 20% più qualificato della popolazione.
Un'altra proposta per una reddito minimo basato sul mercato è stata avanzata dal Center for Economic and Social Justice (CESJ), un'organizzazione no-profit, come parte di una «giusta terza via» attraverso la distribuzione di potere e libertà. Chiamato Capital Homestead Act, ricorda People’s Capitalism di James Albus per il fatto che la funzione monetaria e i valori mobiliari siano per lo più distribuiti direttamente agli individui invece che passare attraverso meccanismi centralizzati.

### Istruzione

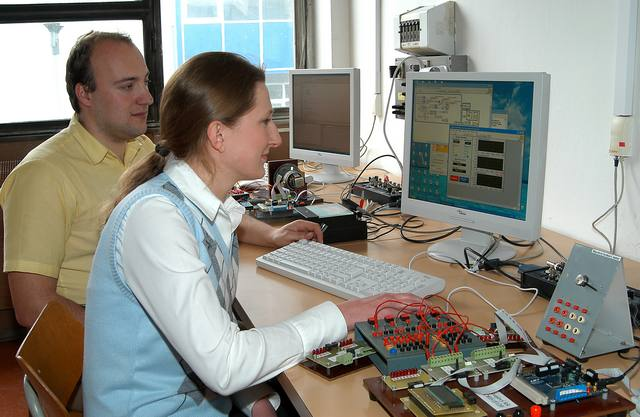
Laboratorio degli studenti dell'Università di Praga.

Una migliore accessibilità all'istruzione di qualità, compresa quella per adulti, è una soluzione è vista di buon occhio da tutto lo spettro politico, anche dagli ottimisti e dal mondo dell'industria. Ci sono però voci critiche. Alcuni accademici sostengono che questa soluzione potrebbe non essere sufficiente a risolvere il problema della disoccupazione tecnologica, facendo notare il recente calo nella domanda per molte competenze di livello intermedio, e che non tutti sono in grado di diventare esperti nei settori più avanzati. Kim Taipale ha dichiarato che «L'era della distribuzione sulla curva di Bell che ha supportato una prominente classe media è finita […] L'educazione di per sé non farà la differenza», mentre nel 2011 Paul Krugman che una migliore educazione non sarebbe stata una soluzione sufficiente per contrastare la disoccupazione tecnologica.

### Lavori pubblici
Programmi di lavori pubblici in passato sono stati usati da parte del governo come mezzo per aumentare l'occupazione. Jean-Baptiste Say, generalmente associato all'economia di libero mercato, indicò i lavori pubblici come una possibile soluzione alla disoccupazione tecnologica; lo stesso dicasi per Lawrence Summers. Alcuni opinionisti, come il professor Marthew Forstater, sostengono che lavori pubblici e lavoro garantito nel settore privato potrebbero essere la soluzione ideale alla disoccupazione tecnologica, dato che welfare e reddito minimo difficilmente forniscono alle persone l'apprezzamento e l'inclusione che invece permette il lavoro. Inoltre per le economie meno sviluppate i lavori pubblici potrebbero essere una soluzione più facilmente percorribile rispetto a programmi di welfare.

### Orario di lavoro ridotto
Nel 1870 un lavoratore americano lavorava in media 75 ore alla settimana; appena prima della seconda guerra mondiale erano scese a 42. Altri paesi sono passati attraverso un processo simile. Secondo Wassily Leontief questo fu un aumento volontario della disoccupazione tecnologica. La riduzione nelle ore di lavoro aiutò a condividere il lavoro disponibile, e venne vista con favore dai lavoratori che erano felici di ottenere più tempo libero, dato che l'innovazione a quel tempo in generale permetteva un aumento dei salati.
Ulteriori riduzioni nelle ore di lavoro sono state proposte come misura di contrasto alla disoccupazione da economisti come John R. Commons, Lord Keynes e Luigi Pasinetti, ma in generale nel XX secolo gli economisti sono stati contrari ad ulteriori riduzioni dell'orario di lavoro dicendo che rifletteva la fallacia della quantità fissa di lavoro (lump labour fallacy).
Nel 2014 il co-fondatore di Google Larry Page ha suggerito di ridurre la settimana lavorativa a quattro giorni per permettere a più persone di trovare lavoro dato che la tecnologia aumenterà la disoccupazione.

### Allargare la proprietà dei beni tecnologici
Alcune delle soluzioni proposte non ricadono nel tradizionale spettro politico. Tra queste c'è l'allargamento della proprietà dei robot e di altri beni produttivi. Allargare la proprietà delle tecnologie è un'idea che è stata sostenuta da James S. Albus. John Lanchester, Richard B. Freeman, and Noah Smith. Jaron Lanier ha proposto una soluzione abbastanza simile: un meccanismo in cui le persone comuni ricevono un micropagamento per i big data che generano con la normale navigazione e altri aspetti della loro presenza online.

### Cambiamenti strutturali verso un'economia della post-scarsità
Il Movimento Zeitgeist (TZM), il Venus Project (TVP) di Jaques Fresco e altri individui e organizzazioni hanno proposto un cambiamento strutturale verso un'economia della post-scarsità nella quale le persone siano “liberate” dal lavoro automatizzabile e monotono, invece che “perdere” quel lavoro. Nel sistema proposto da TZM tutti i lavori sono o automatizzati o aboliti perché non aggiungono un vero valore alla società (la normale pubblicità sarebbe uno di questi) e razionalizzati da processi più efficienti e sostenibili con collaborazioni basate su altruismo e rilevanza sociale, piuttosto che su costrizioni o guadagni. Il movimento crede anche che il tempo libero potrà forse permettere un nuovo rinascimento nella creatività, inventiva, capitale sociale e comunitario, ed anche ridurre lo stress.

### Altre soluzioni
La minaccia della disoccupazione tecnologica è stata occasionalmente usate sia dagli economisti del libero mercato come giustificazione per riforme dal lato dell'offerta per rendere più facile il licenziamento e l'assunzione dei lavoratori, sia da altri economisti per aumentare la protezione dei lavoratori.
Economisti come Larry Summers hanno proposto un pacchetto di misure che potrebbero essere necessarie, come un vigoroso sforzo di collaborazione tra paradisi fiscali, segretezza bancaria, riciclaggio e arbitraggio regolatorio che permettono di accumulare grandi ricchezze evitando di pagare le tasse, e di rendere più difficile l'accumulo di grandi fortune senza richiedere un «grande contributo sociale» in cambio. Summers suggerisce di applicare in maniera più decisa le norme anti monopolio, riduzione della proprietà intellettuale eccessiva, un miglior incoraggiamento ad adottare schemi di condivisione del profitto che potrebbe beneficiare i lavoratori e dare loro un pacchetto azionario come forma di accumulazione della ricchezza; rinforzo di accordi di scambio collettivi, miglioramento del governo aziendale, rafforzamento delle norme finanziare per eliminare i sussidi alle attività finanziarie, allentamento delle restrizioni per l'utilizzo dei terreni che possono causarne un aumento del valore, miglioramento dell'educazione dei giovani e ritorno all'educazione per i disoccupati, più investimenti pubblici e privati nello sviluppo delle infrastrutture come produzione di energia e trasporti.
Michael Spence avverte che rispondere al futuro impatto della tecnologia richiederà una comprensione dettagliata della forze e movimenti globali che la tecnologia ha messo in moto. Adattarsi ad essi «richiederà cambi di mentalità, politiche, investimenti (specialmente in capitale umano) e probabilmente modelli di impiego e distribuzione».
Dalla pubblicazione del libro Race Against The Machine i suoi autori, i professori Andrew McAfee ed Erik Brynjolfsson dell'MIT, sono diventati voci importanti nel dibattito sulla disoccupazione tecnologica. I due rimangono relativamente ottimisti, iniziando col dire che «la chiave per vincere la gara non è di competere “contro” le macchine ma “con” le macchine».

### Esplicative
1. ↑  Le tecnologie che diminuiscono i posti di lavoro possono essere classificate con meccanizzazione, automazione e ottimizzazione dei processi. Le prime due riguardano il trasferimento dei compiti dagli umani alle macchine, mentre il terzo spesso prevede l'eliminazione di quei compiti. Il fil rouge che collega i tre punti è la rimozione di forza lavoro e la conseguente diminuzione dell'occupazione. Nella pratica le categorie spesso di sovrappongono: un miglioramento dei processi può includere automazione o meccanizzazione. La linea tra meccanizzazione e automazione poi è soggettiva, dato che a volte la meccanizzazione include il controllo automatico ad un livello tale che può essere considerata automazione.
2. ↑  Smith non affrontò direttamente il problema della disoccupazione tecnologica, ma Tucker fin dal 1757 sosteneva che l'introduzione delle macchine avrebbe creato più lavoro di quanto ce ne fosse in loro assenza.
3. ↑  Normalmente l'introduzione delle macchine avrebbe aumentato l'output e diminuito il costo unitario.
4. ↑  Negli anni trenta lo studio si intitolava Unemployment and technological change (Report no. G-70, 1940) ad opera di Corrington Calhoun Gill del National Research Project on Reemployment Opportunities and Recent changes in Industrial Techniques. Da notare che alcuni dei primi studi federali, come Memorandum on Technological Unemployment (1933) del Ewan Clague Bureau of Labor Statistics facevano propria la visione pessimistica della disoccupazione tecnologica. Alcuni studiosi, come Udo Sautter nel capitolo 5 di Three Cheers for the Unemployed: Government and Unemployment Before the New Deal (Cambridge University Press, 1991), sostengono che all'inizio degli anni trenta c'era un consenso quasi assoluto tra gli esperti statunitensi nel considerare la disoccupazione tecnologica un problema importante, mentre altri come Bruce Bartlett in Is Industrial Innovation Destroying Jobs (Cato Journal 1984) sostengono che la maggior parte degli economisti rimasero ottimisti anche in quel periodo. Negli anni sessanta il più importante studio federale che segnò la fine del dibattito fu Technology and the American economy (1966) della 'National Commission on Technology, Automation, and Economic Progress' established by president Lyndon Jonhson in 1964 Archiviato il 4 marzo 2016 in Internet Archive.
5. ↑  In altre recenti dichiarazioni Summers parla di «conseguenze devastanti» per chi esegue lavori ripetitivi a causa dei robot, stampa 3D, intelligenza artificiale e tecnologie simili. Secondo Summers «ci sono già più americani che pagano un'assicurazione di inabilità (un'assicurazione che consente al beneficiario di ottenere un sussidio nel caso in cui una disabilità gli impedisca di continuare a fare il suo lavoro) di quante facciano lavori produzione nel manifatturiero. E il trend va nella direzione sbagliata, in particolare per i lavoratori meno qualificati, dato che il capitale di capacità rappresentato dall'intelligenza artificiale per sostituire sia i colletti bianchi che le tute blu crescerà rapidamente negli anni a venire». Summers ha anche dichiarato che «Ci sono molte ragioni per pensare che la rivoluzione dei software sarà anche più profonda di quella agricola. Questa volta il cambiamento arriverà più in fretta e riguarderà una fetta molto più ampia dell'economia. […] Ci sono più settori che perdono posti di lavoro di quanti ne creino. E l'aspetto multiuso dei software significa che le industrie e i lavori che creeranno non saranno per sempre. […] Se il trend attuale continua potrebbe benissimo essere che fra una generazione un quarto degli uomini di mezza età ad un certo punto saranno senza lavoro.»
6. ↑  Ovvero un'economia dove la maggior parte dei beni vengono prodotti con un minimo apporto umano, in modo tale che essi siano disponibili gratis o quasi.

### Riferimenti
1. ↑  (EN) The Jacquard Loom: A Driver of the Industrial Revolution, su theinstitute.ieee.org, 18 luglio 2017. URL consultato il 20 giugno 2017.
2. ↑   In the Future, Will Everyone Be Unemployed?, su acting-man.com, 4 agosto 2014.
3. ↑  https://money.cnn.com/2012/05/15/news/economy/zero-unemployment/ What 0% unemployment looks like
4. ↑  https://www.theatlantic.com/magazine/archive/2015/07/world-without-work/395294/
5. 1 2   Emily Dreyfuss, Hate to break it to Steve Mnuchin, but AI’s already taking jobs, in Wired, 24 marzo 2017.
6. ↑   A Future Without Jobs? Two Views of the Changing Work Force, su The New York Times, 9 marzo 2016.
7. ↑   Derek Thompson, A World Without Work, su theatlantic.com.
8. 1 2  Woirol, 1996.
9. 1 2 3  
 Paul Krugman, Sympathy for the Luddites, New York Times, 12 giugno 2013. URL consultato il 14 luglio 2015.
10. ↑   Jacob Mincer e Stephan Danninger, Technology, Unemployment, and Inflation, in National Bureau of Economic Research, luglio 2000.
11. 1 2   Sergio Cesaratto, Antonella Stirati e Franklin Serrano, Technical Change, Effective Demand, and Employment, su cfeps.org, Center for Full Employment And Price Stability, Oct 2001. URL consultato il 14 luglio 2015 (archiviato dall'url originale il 23 settembre 2015).
12. 1 2 3 4 5 6   Marco Vivarelli, Innovation, Employment and Skills in Advanced and Developing Countries: A Survey of the Literature (PDF), su ftp.iza.org, Institute for the Study of Labor, gennaio 2012. URL consultato il 14 luglio 2015.
13. 1 2 3   Richard Waters, Technology: Rise of the replicants, in Financial Times, 3 marzo 2014. URL consultato il 14 luglio 2015.
14. 1 2 3 4 5 6 7   Carl Benedikt Frey e Michael A. Osborne, The future of employment: how susceptible are jobs to computerisation (PDF), su Oxford University, Oxford Martin School, 17 settembre 2013. URL consultato il 14 luglio 2015.
15. 1 2 3  (EN) Mark Blaug, Economic Theory in Retrospects, Cambridge University Press, 1997,  p. 187, ISBN 0-521-57701-2.
16. ↑   Gustavo Crespi e Ezequiel Tacsir, Effects of Innovation on Employment in Latin America, in Inter-American Development Bank, dicembre 2012.
17. 1 2   Marco Vivarelli, Innovation and Employment: : A Survey (PDF), su ftp.iza.org, Institute for the Study of Labor, febbraio 2007. URL consultato il 14 luglio 2015.
18. ↑   Enrico Moretti, Local Multipliers, in American Economic Review, maggio 2010.
19. ↑   Maarten Goos, Jozef Konings e Marieke Vandeweyer, Employment Growth in Europe: The Roles of Innovation, Local Job Multipliers and Institutions., in Tjalling C. Koopmans Research Institute, settembre 2015.
20. 1 2 3  
 Wassily Leontief, Technological Advance, Economic Growth, and the Distribution of Income, in Population and Development Review, vol. 9, n. 3, settembre 1983,  pp. 403-410, DOI:10.2307/1973315, JSTOR 1973315.
21. ↑  Ford, 2009
22. ↑   Lord Skidelsky, Death to Machines?, su project-syndicate.org, Project Syndicate, 12 giugno 2013. URL consultato il 14 luglio 2015.
23. 1 2   Lawrence F. Katz, Robert A. Margo, Technical change and the relative demand for skilled labor: The united states in historical perspective, su National Bureau of Economic Research, Feb 2013. URL consultato il 14 luglio 2015.
24. 1 2  
 David H. Autor e David Dorn, The growth of low skill service jobs and the polarization of the US labor market, in The American Economic Review, vol. 103, n. 5, agosto 2013,  pp. 1553-97.
25. 1 2   Paul Beaudry, David A. Green, Benjamin M. Sand, The Great Reversal in the Demand for Skill and Cognitive Tasks, su National Bureau of Economic Research, marzo 2013. URL consultato il 14 luglio 2015.
26. 1 2   Georg Graetz e Guy Michaels, Robots at Work, su cepr.org, Centre for Economic Policy Research, marzo 2015. URL consultato il 14 luglio 2015.
27. ↑  
 Carl Benedikt Frey ,  Michael Osborne and Citi Research, TECHNOLOGY AT WORK : The Future of Innovation and Employment (PDF), su oxfordmartin.ox.ac.uk, Oxford Martin School, febbraio 2015. URL consultato il 4 novembre 2015.
28. ↑   Humans are underrated, su Fortune. URL consultato il 26 luglio 2015.
29. ↑   Tom Meltzer, Robot doctors online lawyers automated architects: the future of the professions., su theguardian.com, Wired, 15 giugno 2014.
30. ↑   Carl Benedikt Frey and Michael A. Osborne, The future of employment: How susceptible are jobs to computerization? (PDF), su oxfordmartin.ox.ac.uk, 17 settembre 2013.
31. ↑   Vonod Khosla, Do We Need Doctors or Algorithms?, su techcrunch.com, Tech Crunch, 10 gennaio 2012.
32. ↑   Stefan Lachenmaier e Horst Rottmann, May 2010, in International Journal of Industrial Organization, vol. 29,  pp. 210-220.
33. ↑   Alex Coad e Rekha Rao, The firm-level employment effects of innovations in high-tech US manufacturing industries, in Journal of Evolutionary Economics, vol. 21, n. 2, maggio 2011,  pp. 255-283.
34. ↑   Mariacristina Piva e Marco Vivarelli, Technological Change and Employment: Were Ricardo and Marx Right?, in Institute of Labor Economics, gennaio 2017.
35. ↑   Marco Vivarelli, The Economics of Technology and Employment Theory and Empirical Evidence, Italy, Edward Elgar Publishing, 1995, ISBN 978-1-85898-166-6.
36. ↑   Horst Feldmann, Technological unemployment in industrial countries, in Journal of Evolutionary Economics, vol. 23, n. 5, novembre 2013.
37. ↑   Jordi Gali, Technology, Employment, and the Business Cycle: Do Technology Shocks Explain Aggregate Fluctuations?, in American Economic Review, vol. 89, n. 1, 1999,  pp. 249-271.
38. ↑   Neville Francis e Valerie Ramey, Is the Technology-Driven Real Business Cycle Hypothesis Dead? Shocks and Aggregate Fluctuations Revisited., in Journal of Monetary Economics, vol. 52, n. 8, 2005,  pp. 1379-1399.
39. ↑   Susanto Basu, John Fernald e Miles Kimball, Are Technology Improvements Contractionary?, in American Economic Review, vol. 96, n. 5, 2006,  pp. 1418-48.
40. ↑   John Shea, What Do Technology Shocks Do?, in NBER Macroeconomics Annual, vol. 13, 1998,  pp. 275-322.
41. ↑   Michelle Alexopoulos e Jon Cohen, Volumes of evidence: examining technical change in the last century through a new lens., in Canadian Journal of Economics, vol. 44, n. 2, 2011,  pp. 413-450.
42. ↑   Michelle Alexopoulos, Read All about It!! What Happens Following a Technology Shock?, in American Economic Review, vol. 101, 2011,  pp. 1144-1179.
43. ↑   Svetonio, Libro VIII, capitolo 18, in Vite dei cesari.
44. ↑  Woirol 1996, p. 17.
45. 1 2 3  
 Relief, in The San Bernardino County Sun, California, 3 marzo 1940. URL consultato il 14 luglio 2015.
46. ↑  Forbes 1932, p. 2.
47. ↑  Forbes 1932, pp. 24-30.
48. ↑  
 Riccardo Campa, Technological Growth and Unemployment:  A Global Scenario Analysis, in Journal of Evolution and Technology, Feb 2014, ISSN 1541-0099 (WC · ACNP).
49. ↑  Forbes 1993, capitolo 2.
50. ↑  Forbes 1932, pp. 49-53.
51. ↑  Forbes 1932,  pp. 147-150.
52. ↑  
 Roberto Sabatino Lopez, Chpt. 2,3, in The Commercial Revolution of the Middle Ages, 950-1350, Cambridge University Press, 1976, ISBN 0-521-29046-5.
53. 1 2  Schumpeter 1987, capitolo 6.
54. ↑   Robert L. Heilbroner, The Worldly Philosophers: The Lives, Times And Ideas Of The Great Economic Thinkers, Touchstone, 1999.
55. ↑  Habakkuk. L'autore inoltre aggiunge che a causa della mancanza di lavoro, rispetto ai loro omologhi britannici, i lavoratori statunitensi opposero meno resistenza all'innovazione tecnologica permettendo cambiamenti più rapidi e rendendo così più efficiente il settore manifatturiero americano.
56. ↑  Schumpeter 1987, capitolo 4.
57. ↑   T. Sowell, Chapter 5: Sismondi: A Neglected Pioneer, in On Classical Economics, 2006.
58. ↑   Is industrial innovation destroying jobs?, su Academia.edu (Originally published in The Cato Journal ), 18 gennaio 2014. URL consultato il 14 luglio 2015.
59. ↑  Woirol, pp. 2, 20–22.
60. ↑  Woirol, pp. 2, 8–12.
61. 1 2  Woirol, pp. 8-12.
62. ↑   Paul Samuelson, Ricardo Was Right!, in The Scandinavian Journal of Economics, vol. 91, n. 1, 1989,  pp. 47-62.
63. 1 2 3  James S. Albus, Peoples' Capitalism: The Economics of the Robot Revolution Archiviato il 4 marzo 2016 in Internet Archive. (free download)
64. 1 2  James S. Albus, People's Capitalism main website
65. ↑  (EN) David F. Noble, Forces of Production: A Social History of Industrial Automation, New York, Knopf, 1984, ISBN 978-0-394-51262-4, LCCN 83048867.
66. ↑  (EN) David F. Noble, Progress Without People: In Defence of Luddism, Chicago, Charles H. Kerr, 1993, ISBN 978-0-88286-218-7. Ripubblicato nel 1995 con il titolo  Progress Without People: New Technology, Unemployment, and the Message of Resistance, Toronto, Between the Lines Press, 1995, ISBN 978-1-896357-01-0..
67. ↑  (EN) Jeremy Rifkin, The End of Work: The Decline of the Global Labor Force and the Dawn of the Post-Market Era, New York, Tarcher–G.P. Putnam's Sons, 1995, ISBN 978-0-87477-779-6. Pubblicato anche in italiano da Baldini&Castoldi (1995) e Mondadori (2002) con il titolo La fine del lavoro.
68. ↑  The Global Trap ipotizza che una “società 20/80“ possa emergere nel XXI secolo. In questa società il 20% della popolazione in età da lavoro sarà sufficiente a mantenere in vita l'economia mondiale. Gli autori descrivono come ad una conferenza tenutasi a San Francisco nel 1995 a cui parteciparono 500 importanti politici e imprenditori invitati da Mikhail Gorbachev sorse la questione della “società dell'1/5”. Gli autori descrivono un aumento della produttività causato dalla diminuzione della quantità di lavoro al punto che questo possa essere svolto da solamente in quinto della popolazione mondiale in età da lavoro, lasciando i restanti quattro quindi disoccupati.
69. ↑  Woirol, p. 3.
70. ↑  Woirol, pp. 143-144.
71. ↑  (EN) Marshall Brain, Robotic Nation, Raleigh, Marshall Brain, 2003..
72. ↑  Ford, 2009.
73. ↑   Derek Thompson, What Jobs Will the Robots Take?, su The Nation, 23 gennaio 2014. URL consultato il 14 luglio 2015.
74. ↑   Special Report, A mighty contest: Job destruction by robots could outweigh creation, in The Economist, 29 marzo 2013. URL consultato il 14 luglio 2015.
75. 1 2    Cardiff Garcia, Erik Brynjolfsson and Mariana Mazzucato, Robots are still in our control, The Financial Times, 3 luglio 2014. URL consultato il 14 luglio 2015.
76. ↑   Michael Ignatieff, We need a new Bismarck to tame the machines, in Financial Times, 10 febbraio 2014. URL consultato il 14 luglio 2015.
77. ↑   Lord Skidelsky, Rise of the robots: what will the future of work look like?, London, The Guardian, 19 febbraio 2013. URL consultato il 14 luglio 2015.
78. ↑   Francesca Bria, The robot economy may already have arrived, su opendemocracy.net, openDemocracy, febbraio 2016. URL consultato il 20 maggio 2016 (archiviato dall'url originale il 17 maggio 2016).
79. ↑   Nick Srnicek, 4 Reasons Why Technological Unemployment Might Really Be Different This Time, su wire.novaramedia.com, novara wire, marzo 2016. URL consultato il 20 maggio 2016 (archiviato dall'url originale il 25 giugno 2016).
80. ↑   Andrew McAfee and Erik Brynjolfsson, passim, see esp Chpt. 9, in The Second Machine Age: Work, Progress, and Prosperity in a Time of Brilliant Technologies, W. W. Norton & Company, 2014, ISBN 0-393-23935-7.
81. 1 2   Lawrence H. Summers, Lawrence H. Summers on the Economic Challenge of the Future: Jobs, su online.wsj.com, 7 luglio 2014. URL consultato il 22 agosto 2014 (archiviato dall'url originale il 26 agosto 2014).
82. 1 2 3  As Robots Grow Smarter, American Workers Struggle to Keep Up (2014-12-15), The New York Times
83. 1 2  Larry Summers, The Inequality Puzzle, Democracy: A Journal of Ideas, Issue #32, Spring 2014
84. ↑   Mark MacCarthy, Time to kill the tech job-killing myth, in The Hill, 30 settembre 2014. URL consultato il 14 luglio 2015.
85. ↑  (EN) Forum Debate: Rethinking Technology and Employment, su World Economic Forum, 25 gennaio 2014 (archiviato dall'url originale il 15 luglio 2015).
86. ↑   Gillian Tett, technology would continue to displace jobs over the next five years., The Financial Times, 21 gennaio 2015. URL consultato il 14 luglio 2015.
87. ↑   Andy Haldane, Labour’s Share, su bankofengland.co.uk, Bank of England, novembre 2015. URL consultato il 20 maggio 2016 (archiviato dall'url originale il 28 aprile 2016).
88. ↑  
 Ignazio Visco, For the times they are a-changin'..., su bis.org, Bank of Italy, novembre 2015. URL consultato il 20 maggio 2016.
89. ↑   Aaron Smith e Janna Anderson, AI, Robotics, and the Future of Jobs, su Pew Research Center, 6 agosto 2014. URL consultato il 14 agosto 2014.
90. ↑   Jacob Greber, Employment fears in the face of increasing automation, su The Australian Financial Review, 1º febbraio 2015. URL consultato il 14 luglio 2015 (archiviato dall'url originale il 4 gennaio 2015).
91. ↑   Michael Chui, James Manyika, and Mehdi Miremadi, Four fundamentals of workplace automation As the automation of physical and knowledge work advances, many jobs will be redefined rather than eliminated—at least in the short term., su mckinsey.com, McKinsey Quarterly, novembre 2015. URL consultato il 7 novembre 2015 (archiviato dall'url originale il 7 novembre 2015).
«Pochissimi lavori saranno automatizzati interamente nel breve e medio termine. Piuttosto alcune attività saranno più soggette ad essere automatizzate.»
92. ↑   Steve Lohr, Automation Will Change Jobs More Than Kill Them, in The New York Times, 6 novembre 2015. URL consultato il 7 novembre 2015.
«technology-driven automation will affect most every occupation and can change work, according to new research from McKinsey»
93. ↑  
(EN) Gandhi, Young India, 13 novembre 1924., citato in  Gandhi, La voce della verità, Roma, Newton Compton, 1993.
94. ↑  
 B. N. Ghosh, Gandhian political economy: principles, practice and policy, Ashgate, 2007,  pp. 14, 15, ISBN 0-7546-4681-5.
95. ↑  
 Vijay Sanghvi, Congress Resurgence Under Sonia Gandhi, Kalpaz, 2006,  pp. 33-35, ISBN 81-7835-340-7.
96. ↑  
 Ram K. Vepa, Mao's China: A Nation in Transition, Abhinav Publications, 2003,  pp. 180-183, ISBN 81-7017-111-3.
97. ↑  Ford, 2009
98. ↑   GleninCA, Robert Reich: Universal Basic Income In The US 'Almost Inevitable', su Daily Kos, 26 marzo 2014. URL consultato il 14 luglio 2015.
99. 1 2   Chris Giles Sept, Sarah O’Connor, Claire Jones and Ben McLannahan, Pay pressure, su ft.com, The Financial Times, 18 settembre 2014. URL consultato il 14 luglio 2015.
100. ↑   Ben Tarnoff, Tech billionaires got rich off us. Now they want to feed us the crumbs, London, The Guardian, 16 maggio 2016. URL consultato il 14 luglio 2015.
101. ↑   Richard Nixon, RN: The Memoirs of Richard Nixon, New York, Grosset & Dunlap, 1978, ISBN 978-0-448-14374-3.
102. ↑  Ford, 2009.
103. 1 2   David Rotman, Who Will Own the Robots?, su technologyreview.com, MIT, 16 giugno 2015. URL consultato il 4 agosto 2021 (archiviato dall'url originale il 17 dicembre 2015).
104. ↑   Nathan Schneider, Why the Tech Elite Is Getting Behind Universal Basic Income, su vice.com, Vice, gennaio 2015. URL consultato il 14 luglio 2015.
105. ↑   Center for Economic e Social Justice, Capital Homestead Act Summary. URL consultato il 20 giugno 2017 (archiviato dall'url originale il 16 giugno 2017).
106. ↑  
 David Bollier, POWER-CURVE SOCIETY: The Future of Innovation, Opportunity and Social Equity in the Emerging Networked Economy, su aspeninstitute.org, The Aspen Institute, gennaio 2013. URL consultato il 14 luglio 2015.
107. ↑  
 Paul Krugman, Degrees and Dollars, The New York Times, marzo 2011. URL consultato il 14 luglio 2015.
108. ↑  
 Ed Balls e Lawrence Summers  (co-chairs), Report of the Commission on Inclusive Prosperity (PDF), su cdn.americanprogress.org, Center for American Progress, Jan 2015. URL consultato il 14 luglio 2015.
109. ↑  
 Mathew Forstater, Unemployment in Capitalist Economies - A History of Thought for Thinking About Policy (PDF), su cas.umkc.edu, Center for Full Employment and Price Stability, University of Missouri–Kansas City, agosto 2001. URL consultato il 14 luglio 2015.
110. ↑   Mathew Forstater, Working for a better world Cataloging arguments for the right to employment, in Philosophy & Social Criticism, vol. 41, n. 1, 2015, DOI:10.1177/0191453714553500. URL consultato il 14 luglio 2015 (archiviato dall'url originale il 18 febbraio 2016).
111. ↑   Tom Walker, Why economists dislike a lump of labor, in Review of Social Economy, vol. 65, n. 3, 2007. URL consultato il 14 luglio 2015.
112. ↑  
 (EN) Khosla Ventures, Fireside chat with Google co-founders, Larry Page and Sergey Brin with Vinod Khosla, 3 luglio 2014,  a 00 h 13 min 00 s. URL consultato il 19 giugno 2017.
113. ↑  FT interview with Google co-founder and CEO Larry Page (2014-10-31), The Financial Times
114. ↑   Dr. James Albus, su James-albus.org. URL consultato il 28 marzo 2013 (archiviato dall'url originale il 14 maggio 2013).
115. ↑  Lanchester, John (March 2015). The Robots Are Coming, Vol. 37, No. 5, pages 3-8, London Review of Books
116. ↑   Noah Smith, The End of Labor: How to Protect Workers From the Rise of Robots, su theatlantic.com, The Atlantic, 14 gennaio 2013.
117. ↑  
 Jaron Lanier, Who Owns the Future?, Allen Lane, 2013,  p. passim, see esp p.20, ISBN 1-84614-522-8.
118. ↑   Alan Feuer, Peter Joseph and Jacque Fresco Critique the Monetary Economy, su nytimes.com, The New York Times, 16 marzo 2009. URL consultato il 5 gennaio 2017.
119. ↑   Alex Simon, Awaiting Interreflections: Peter Joseph's Highly Anticipated New Film Series Inches Towards its 2016 Release, su huffingtonpost.com, The Huffington Post, 20 giugno 2015. URL consultato il 5 gennaio 2017.
120. ↑   Travis Donovan, The Zeitgeist Movement: Envisioning A Sustainable Future, su huffingtonpost.com, The Huffington Post, 16 maggio 2010. URL consultato il 5 gennaio 2017.
121. ↑  Labour's Declining Share - A Spectre to Worry About?, The Economist, 2013.11.05
122. ↑   Victoria Turk, Don't Fear the Robots Taking Your Job, Fear the Monopolies Behind Them, su motherboard.vice.com, Vice.com, 19 giugno 2014.
123. ↑  Michael Spence, Labor’s Digital Displacement (2014-05-22), Project Syndicate
124. ↑  Steve Lohr, More Jobs Predicted for Machines, Not People, book review in The New York Times, 2011.10.23
125. ↑  Andrew Keen, Keen On How The Internet Is Making Us Both Richer and More Unequal (TCTV), interview with Andrew McAfee and Erik Brynjolfsson, TechCrunch, 2011.11.15
126. ↑  JILL KRASNY, MIT Professors: The 99% Should Shake Their Fists At The Tech Boom, Business Insider, 2011.11.25
127. ↑  Scott Timberg, The Clerk, RIP, Salon.com, 2011.12.18
128. ↑  Andrew Leonard, Robots are stealing your job: How technology threatens to wipe out the middle class, Salon.com, 2014.01.17
129. ↑   David Rotman, How Technology Is Destroying Jobs, su technologyreview.com, MIT, giugno 2015. URL consultato il 14 luglio 2015 (archiviato dall'url originale il 27 giugno 2015).
130. ↑   The FT’s Summer books 2015, in Financial Times, 26 giugno 2015. URL consultato il 14 luglio 2015.